# John Cruger
John Cruger (1678 – 13 agosto 1744) è stato un politico danese, 38° sindaco di New York.